# Dendrofilia
La dendrofilia è una parafilia, ovvero una forma di feticismo, che consiste nell'attrazione sessuale per gli alberi.

## Caratteristiche
Essa può comportare il desiderio di congiungersi sessualmente, fisicamente, con gli alberi stessi, ovvero l'adorazione degli alberi come simboli fallici.
Brenda Love, nel suo libro sulle pratiche sessuali inusuali, sostiene che anticamente gli alberi erano simbolo di fertilità e riporta alcuni racconti tratti dal libro dell'antropologo Thomas Gregor, in cui narra che gli uomini di alcune tribù del Sud America usassero, occasionalmente, eiaculare ed annusare sia le piante sia i tronchi degli alberi come rituale.